# Václav Janoušek
Václav Janoušek es un deportista checoslovaco que compitió en piragüismo en la modalidad de eslalon. Ganó cinco medallas en el Campeonato Mundial de Piragüismo en Eslalon entre los años 1965 y 1971.

## Palmarés internacional
| Campeonato Mundial | Campeonato Mundial                 | Campeonato Mundial | Campeonato Mundial   |
| Año                | Lugar                              | Medalla            | Competición          |
| ------------------ | ---------------------------------- | ------------------ | -------------------- |
| 1965               | Spittal (Austria)                  | Medalla de oro     | C2 mixto             |
| 1965               | Spittal (Austria)                  | Medalla de plata   | C2 mixto por equipos |
| 1967               | Lipno nad Vltavou (Checoslovaquia) | Medalla de plata   | C2 individual        |
| 1967               | Lipno nad Vltavou (Checoslovaquia) | Medalla de plata   | C2 por equipos       |
| 1971               | Merano (Italia)                    | Medalla de bronce  | C2 por equipos       |